# MRPS35
MRPS35‏ (28S ribosomal protein S35, mitochondrial) هوَ بروتين يُشَفر بواسطة جين MRPS35 في الإنسان.